# Тиа, Джон
Джон Акологу Тиа (англ. John Akologu Tia; 23 сентября 1954, Gambaga, Северо-Восточная область — 24 марта 2024, Болгатанга) — ганский политик, который занимал пост министра информации. Он был членом парламента от Таленси с 7 января 1993 года, до тех пор, пока он не проиграл Роберту Начинабу Доаменгу на выборах в 2012 году.

## Биография
Акологу родился в северном регионе Гамбаге, Гана. В 1980 году получил диплом журналиста в институте журналистики Ганы. Сначала Тиа работал учителем с 1974—1976 году. В 1990 году он работал в новостном агентстве Ghana News Agency.
Акологу был женат и имел четверых детей. Умер в региональной больнице Верхнего Иста 24 марта 2024 года в возрасте 69 лет.